# John Long
John Eddie Long (ur. 28 sierpnia 1956 w Romulus) – amerykański koszykarz, występujący na pozycji skrzydłowego, mistrz NBA z 1989 roku.
W NBA występowało również dwóch jego bratanków – Terry Mills oraz Grant Long.

## Osiągnięcia
NBA
- Mistrz NBA (1989)[1]
- Lider play-off w skuteczności rzutów wolnych (1984 - wspólnie z Larrym Spriggsem, 1985 z Paulem Mokeski)[4]